# غرترود فان فاغنين
غرترود إل فان فاغنين (بالإنجليزية: Gertrude Van Wagenen)‏ (8 فبراير 1893- 1987) هي عالمة أحياء أميركية وجامعة رسوم توضيحية ونماذج تشريحية.

## بداية حياتها
كانت غرترود إل فان فاغنين ابنة أنثوني فان فاغنين (1852–1937) وهو قاضي ومحامي في سيوركس سيتي آيوا وزوجته غرترود (ني لويس). أتمت دراستها الجامعية في جامعة ولاية آيوا عام 1913 حيث تخصصت في علم الحيوان وكانت عضو في فصل بيتا زيتا في أخوية كابا غابا غاما. درّست لعدة سنوات بعد التخرج في اوتوموا آيوا وأصيبت بالحمى القرمزية وعانت الحجر الصحي الذي تتطلبه. في عام 1918 جمعت الشعاب المرجانية وشقائق النعمان والميدوس كجزء من بعثة بربادوس-أنتيغوا وهي مجموعة من طلاب الدراسات العليا بجامعة أيوا وأعضاء هيئة التدريس الذين يدرسون التاريخ الطبيعي لتلك الجزر. كانت أطروحتها الدكتوراه في جامعة ولاية ايوا بعنوان مرجان موسى فراجيليس وتطورها.

## أبحاثها
كانت فان فاغنين أستاذة مساعدة ومحاضرة في كلية الطب في جامعة ييل حيث قامت بعمل رائد في مجال الغدد الصماء الإنجابية. في عام 1935 أنشأت مستوطنة مؤثرة للتكاثر المبكر لقرود ريسوس في قسم التوليد وأمراض النساء في جامعة ييل. على مدار أكثر من أربعة عقود جمع جيرترود فان فاجن بيانات الولادة حتى الموت عن 1261 قردة بما في ذلك 600 ولادة حية مغطيةً بذلك خمسة عشر جيلاً. تعتبر هي وعالمة أمراض النساء جون ماكلين موريس «مكتشفات» وسائل منع الحمل الإسعافية التي تستخدم في الصباح التالي للجماع إذ عملتا أولاً على الدي ايثيل ستيلبيستيرول (DES) لمنع الحمل. أبلغت فان فاغنين وموريس عن نجاحهما مع القرود ومع النساء على التوالي في الاجتماع السنوي للجمعية الأمريكية للخصوبة عام 1966.
شملت مؤلفاتها «الدراسة الجنينية للمبيض والخصية لدى الإنسان العاقل وماكاكا مولاتا» (مطبعة جامعة ييل 1965) وتطور المبيض التالي للولادة لدى الإنسان العاقل وماكاكا مولاتا وتحريض الإباضة لدى الماكاكا (مطبعة جامعة ييل بالاشتراك مع ميريام إي سيمبسون).

## حياتها الشخصية
تزوجت غرترود فان فاغنين من كراوفورد فيربانكس فيلي وهو طبيب عام (1900-1981)؛ ورث زوجها ثروة مما سمح لها بالسفر. بالإضافة إلى أبحاثها استمتعت فان فاغنين بالسفر وجمع الرسوم التوضيحية والعناصر الطبية بما في ذلك النقوش والكتب المدرسية والنماذج وتماثيل العرض. كانت مهتمة أيضا في الفن والتصوير الثقافي للقرود. عثرت خلال رحلة إلى اليابان عام 1957 على كتاب بعنوان «القرود اليابانية لجونيتشيرو إيتاني» في تاكاساكياما (1954). فأرسلته إلى زميل لها والذي قام بدوره بتنسيق ترجمته ونشره باللغة الإنجليزية. توفيت فان فاغنين في 8 فبراير 1978. تم ترك مجموعاتها في مكتبة التاريخ الطبي في جامعة ييل.